# Idaea mancuniata
Idaea mancuniata là một loài bướm đêm trong họ Geometridae.